# من نمی‌توانم بدون مادرم زندگی کنم
من نمی‌توانم بدون مادرم زندگی کنم (به تامیلی: Thaayillamal Naan Illai) فیلمی محصول سال ۱۹۷۹ و به کارگردانی آر. تایاگاراجان است. در این فیلم بازیگرانی همچون کمال حسن، سری دوی، راجینیکانت، میجر سوندراجان، جی گانیش ایفای نقش کرده‌اند.